# Wilmer González Brito
Wilmer David González Brito (Uribia, 24 de marzo de 1962) es un ingeniero y político colombiano, quien se desempeñó como miembro de la Cámara de Representantes por La Guajira, departamento del cual fue gobernador.

## Biografía
Nació en Uribia, en la entonces Intendencia de La Guajira, en marzo de 1962. Realizó sus estudios primarios en la Escuela María Doraliza López de Riohacha y los secundarios en el Colegio Rodrigo de Bastidas en Santa Marta y el Liceo Boyacá en Barranquilla. Estudió Ingeniería Civil en la Corporación Universitaria de la Costa (Actual Universidad de la Costa), de donde se graduó el 27 de octubre de 1989.
De regreso en su pueblo natal, fue Secretario de Planeación, Obras Públicas y Educación entre 1990 y 1994. Después fue Alcalde de esa población entre 1995 y 1997, donde, entre otros proyectos, logró la canalización de los arroyos Cutanamana y Chemerrain, la construcción de la Casa de la Cultura de Nazareth y la ampliación de los internados indígenas de Siapana y Nazareth. Sin embargo, fue destituido por la Procuraduría General de la Nación por el desvío del presupuesto público del sistema de transferencia de resguardos indígenas a la capitalizadora Aurora. Así mismo, resultó señalado por el líder paramilitar Arnulfo Sánchez González, alias "Pablo", comandante del Bloque Norte de las AUC, de financiar el frente armado en la Alta Guajira, así como al Frente de Contrainsurgencia Wayuú.
En las elecciones legislativas de Colombia de 2002 llegó al Congreso como suplente del Representante a la Cámara por La Guajira Eloy Francisco Hernández Díaz. Cuando este falleció en abril de 2003, lo reemplazó en el cargo. Seguidamente, fue elegido para el mismo cargo con 33.131 votos en las elecciones de 2006. Como sus suplentes oficiaron José Joaquín Vence Pájaro y Henry Alex Toro Rivadeneira.
En 2014, se postuló en las elecciones atípicas a Gobernador de La Guajira, pero perdió contra José María Ballesteros Valdivieso. Sin embargo, volvió a repetir candidatura en las elecciones atípicas de 2016, tras la destitución de la Gobernadora Oneida Pinto. En tales comicios, fue apoyado por el Partido Conservador, el Partido de la U y el Movimiento Nueva Fuerza Guajira, del congresista Alfredo Deluque. También recibió apoyo de los exgobernadores Hernando Deluque Freyle, Jorge Ballesteros y Jorge Pérez Bernier. Fue elegido con 99.117 votos, venciendo por poco al candidato del Partido Opción Ciudadana, Norberto Gómez Campo, en una jornada marcada por las denuncias de fraude electoral y abstención del 60,29%.
Tras asumir el cargo en noviembre del mismo año, fue suspendido del cargo en febrero de 2017 por denuncias de delitos electorales, siendo reemplazado interinamente por Weildler Guerra Curvelo y Tania Buitrago González. Regresó al cargo en septiembre de 2018, cuando el proceso se cerró por vencimiento de términos, pero volvió a ser suspendido en noviembre, cuando, finalmente, la Corte Suprema de Justicia lo condenó a 10 años y 15 días de prisión, así como a pagar una multa de 700 millones de pesos y una inhabilidad de 11 años para ejercer cargos públicos por los delitos de cohecho por dar u ofrecer; corrupción al elector; fraude procesal y falsedad en documento privado. Según la justicia, compró, mediante mercados y materiales de construcción, los votos de su campaña en 2016, así como omitió la declaración de 2.000 millones de pesos en el informe de ingresos y gastos de campaña.
En abril de 2021 su pena fue rebajada a 10 años y se le concedió el beneficio de casa por cárcel.
Es hermano del  también congresista José González Brito.